# Zorea, Veselînove
Zorea (în ucraineană Зоря) este un sat în comuna Stavkî din raionul Veselînove, regiunea Mîkolaiiv, Ucraina.

## Demografie
Componența lingvistică a localității Zorea
     Ucraineană (97,84%)
     Rusă (2,16%)
Conform recensământului din 2001, majoritatea populației localității Zorea era vorbitoare de ucraineană (97,84%), existând în minoritate și vorbitori de rusă (2,16%).